# Guineu voladora de barba negra
La guineu voladora de barba negra (Pteropus melanopogon) és una espècie de ratpenat de la família dels pteropòdids. És endèmica d'Indonèsia. El seu hàbitat natural són els boscos tropicals de plana. Està amenaçada per la caça i la destrucció d'hàbitat.